# Hackerův manifest
Svědomí Hackera (anglicky The Conscience of a Hacker) nebo také Hackerův manifest či Manifest hackera (anglicky The Hacker Manifesto) je krátká esej napsaná 8. ledna 1986 hackerem s přezdívkou The Mentor (reálným jménem Loyd Blankenship), který patřil ke 2. generaci hackerské skupiny Legie Zkázy (anglicky Legion of Doom). Text vznikl po autorově zatčení, byl poprvé publikován v undergroundovém online magazínu Phrack (svazek 1, číslo 7, soubor 3/10) a dnes jej lze nalézt na mnoha webech stejně jako na tričkách nebo ve filmech.
Manifest je považován za základní kámen hackerské kultury a obrací se k němu hackeři (zejména ti noví) po celém světě. Slouží jim jako základ etiky hackování a ustanovení faktu, že hackování překonává sobecké touhy po vykořisťování a ubližování ostatním a že technologie by měla být používána k rozšiřování obzorů a k propagování svobody ve světě.
Když byl Blackenship dotázán na motivaci k sepsání článku, odpověděl:
Procházel jsem zrovna abstinencí po hackingu a Craig/Knight Lightning potřeboval něco pro další vydání Phracku. Zrovna jsem četl Měsíc je drsná milenka a byl jsem velmi nadchnutý představou revoluce.
Když byl při významnější veřejné příležitosti dotázán na své zatčení a motivaci k sepsání článku, tak řekl:
Jen jsem byl v počítači, ve kterém jsem být neměl. A měl jsem hodně soucitu s mými přáteli napříč zemí, kteří byli ve stejné sitauci. Bylo to po filmu Válečné hry, takže jediný veřejný pohled na hackery v té době byl „hej, rozpoutáme jadernou válku, nebo si zahrajeme piškvorky, jedno nebo druhý“, tak jsem se rozhodl že zkusím sepsat, co jsem skutečně cítil že je esencí toho co děláme a proč to děláme.

## Znění manifestu
=-=-=-=-=-=-=-=-=-=-=-=-=-=-=-=-=-=-=-=-=-=-=-=-=-=-=-=-=-=-=-=-=-=-=-=-=-=-=-=
Následující bylo napsáno krátce po mém zatčení...
\/\ Svědomí hackera /\/
od 
+++Mentora+++
Napsáno 8. ledna, 1986
=-=-=-=-=-=-=-=-=-=-=-=-=-=-=-=-=-=-=-=-=-=-=-=-=-=-=-=-=-=-=-=-=-=-=-=-=-=-=-=
Dnes chytli dalšího, je to ve všech novinách. "Teenager zatčen za skandální počítačový zločin", "Hacker zatčen za průlom do banky"...
Mizerný děcka. Všechny jsou stejný.

Ale zkusili jste se někdy, se svojí třídílnou psychologií a padesátkovym chápáním techniky představit, co se děje za hackerovýma očima? Zamysleli jste se někdy nad tím, co ho motivuje, jaké síly ho tvarovaly, co ho mohlo formovat?
Jsem hacker. Vstup do mého světa... 
Můj svět začíná školou... Jsem chytřejší než většina ostatních dětí, ty blbosti co nás učí mě nudí...
Mizernej flákač. Všichni jsou stejný.

Jsem na druhým stupni nebo na střední. Popatnácté jsem si poslechl učitelku vysvětlovat, jak se krátí zlomek. Chápu to. "Ne, paní Nováková, nezapsal jsem postup. Udělal jsem to z hlavy..."
Mizerný děcko. Nejspíš to opsal. Všechny jsou stejný.
Dnes jsem udělal objev. Poznal jsem počítač. Počkat, tohle je hustý. Dělá to co chci. Když to udělá chybu, tak protože jsem něco zvoral. Ne protože mě nemá rád...
Nebo se mnou cítí ohrožený...
Nebo si myslí, že jsem vychcánek...
Nebo jí nebaví učit a neměla by tu být...
Mizerný děcko. Pořád jen hraje hry. Všechny jsou stejný.

A pak se to stalo... dveře do světa se otevřely... elektrický impulz se žene ven telefonní linkou jako heroin žilami závisláka, hledajíc únik ze světa každodenní neschopnosti... nacházím fórum.
"Tohle jsem hledal... Sem patřím..."
Znám tu každého... i když jsem je nikdy nepotkal, nikdy jsem s nimi nemluvil, možná už o nich nikdy neuslyším... znám vás všechny...
Mizerný děcko. Zase obsazuje telefonní linku. Všechny jsou stejný.

Se sakra vsaď, že jsme stejný... po lžičkách jsme byli ve škole krmení přesnídávkou, zatímco jsme toužili po steaku... kousky masa co jste nechali upadnout byly předžvejkané a bez chuti. Byli jsme kontrolováni sadisty nebo ignorováni ztroskotanci. Těch pár, kteří měli co nás naučit, v nás našlo nadšené studenty, ale bylo jich jak kapek vody na poušti.
Tohle je teď náš svět... svět elektronu a spínače, krásy baudu. Bez placení využíváme už existujících služeb, které by mohly být za pár halířů, kdyby to neovládali hamižný nenažranci, a vy nás nazýváte zločinci. My prozkoumáváme... a vy nás nazýváte zločinci. My prahneme po znalostech... a vy nás nazýváte zločinci. My existujeme bez barvy kůže, bez národnosti, bez náboženských předsudků... a vy nás nazýváte zločinci. Vy stavíte atomové bomby, vy vedete války, vy vraždíte, podvádíte a lžete nám a snažíte se nás přesvědčit, že to je pro naše vlastní dobro, ale my jsme zločinci.
Ano, jsem zločinec. Mým zločinem je zvědavost. Můj zločin je, že soudím ostatní podle toho co říkají a co si myslí, ne podle toho jak vypadají. Můj zločin je, že jsem chytřejší než ty, což mi nikdy neodpustíš.

Jsem hacker a toto je můj manifest. Můžete zastavit tohoto jednotlivce, ale nemůžete nás zastavit všechny... nakonec, jsme přece všichni stejní.
+++The Mentor+++

## V Popkultuře
Článek byl několikrát citován ve filmu Nebezpečná síť z roku 1995, nicméně byl čten z vydání hackerského magazínu 2600 a ne z historicky přesného Phracku.
Mentor přečetl Manifest hackera a nabídl do něj další vhled na konferenci H2K2.
Text je předmětem ve hře Culpa Innata.
Plakát s Manifestem hackera se objevil ve filmu Sociální síť z roku 2010 v pokoji Marka Zuckerberga na Harvardu.
Manifest hackera je zmíněn v autobiografii Edwarda Snowdena Nesmazatelné záznamy.
Podle knihy světových skutečností od CIA je někde na světě každé tři vteřiny nahackován nějaký počítač.